# M26 Pershing
M26 Pershing var en amerikansk tung sedermera klassificerad medeltung stridsvagn som togs i bruk under slutet av andra världskriget och sedermera tjänstgjorde i Koreakriget. Den vidareutvecklades senare till M46 och M47 Patton.
M26 Pershing sattes in sent i andra världskriget (först i februari 1945) detta eftersom den amerikanska krigsmakten föredrog den medeltunga M4 Sherman som var lättare att massproducera och transportera över Atlanten. Förlusterna som de amerikanska stridskrafterna led mot de tunga tyska stridsvagnarna (Tiger I, Panther) har efter kriget lett till spekulationer om att det hade varit bättre om man satsat på M26 Pershing parallellt med M4 Sherman. Stridsvagnen är döpt efter generalen John Pershing.

## Historik

### Andra världskriget

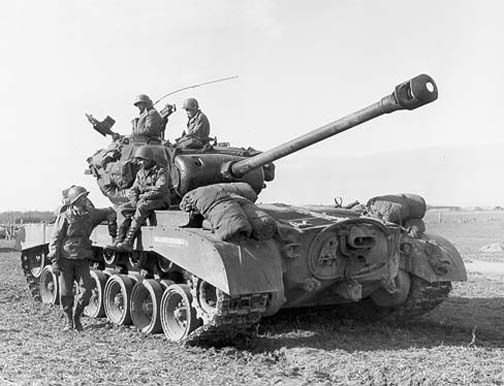
M26 Pershing i Tyskland, mars 1945.

I januari 1945 anlände 20 stycken T26E3-stridsvagnar (försöksmodellen som senare standardiserades som M26) till Antwerpen. Detta som skedde som ett led i ett större program (Zebra Mission) där de amerikanska styrkorna sökte pröva ut bättre pansarvärnsvapen för att möta hotet från de nyare tyska stridsvagnarna (såsom Panther och Tiger II). Besättningarnas utbildning på de nya fordonen blev klar under februari 1945 varefter stridsvagnarna sattes in i strid. Ytterligare leveranser av 70 stycken T26E3-stridsvagnar skedde i mars och april 1945. Totalt 310 stycken T26E3-stridsvagnar levererades innan krigsslutet (varav 200 hann komma ut på förband), men det var endast de stridsvagnar som sattes in i februari som såg omfattande strider då Tysklands militär mer eller mindre kollapsade under de sista krigsveckorna.
Ett dussin T26E3-stridsvagnar (som nu typklassificerades som M26 efter att de godkänts för stridstekniska övningar) skickades till Okinawa då M4 Sherman-stridsvagnarna lidit oväntat stora förluster från japanska 47 mm pansarvärnskanoner under slaget om Okinawa. Striderna var dock över innan stridsvagnarna anlände till ön (21 juni 1945). Man förberedde nu dessa M26-stridsvagnar inför den förväntade invasionen av Japan, som aldrig blev av eftersom Japan kapitulerade innan denna gick av stapeln. M26-stridsvagnen deltog därför inte i striderna i Stillahavskriget.

### Koreakriget

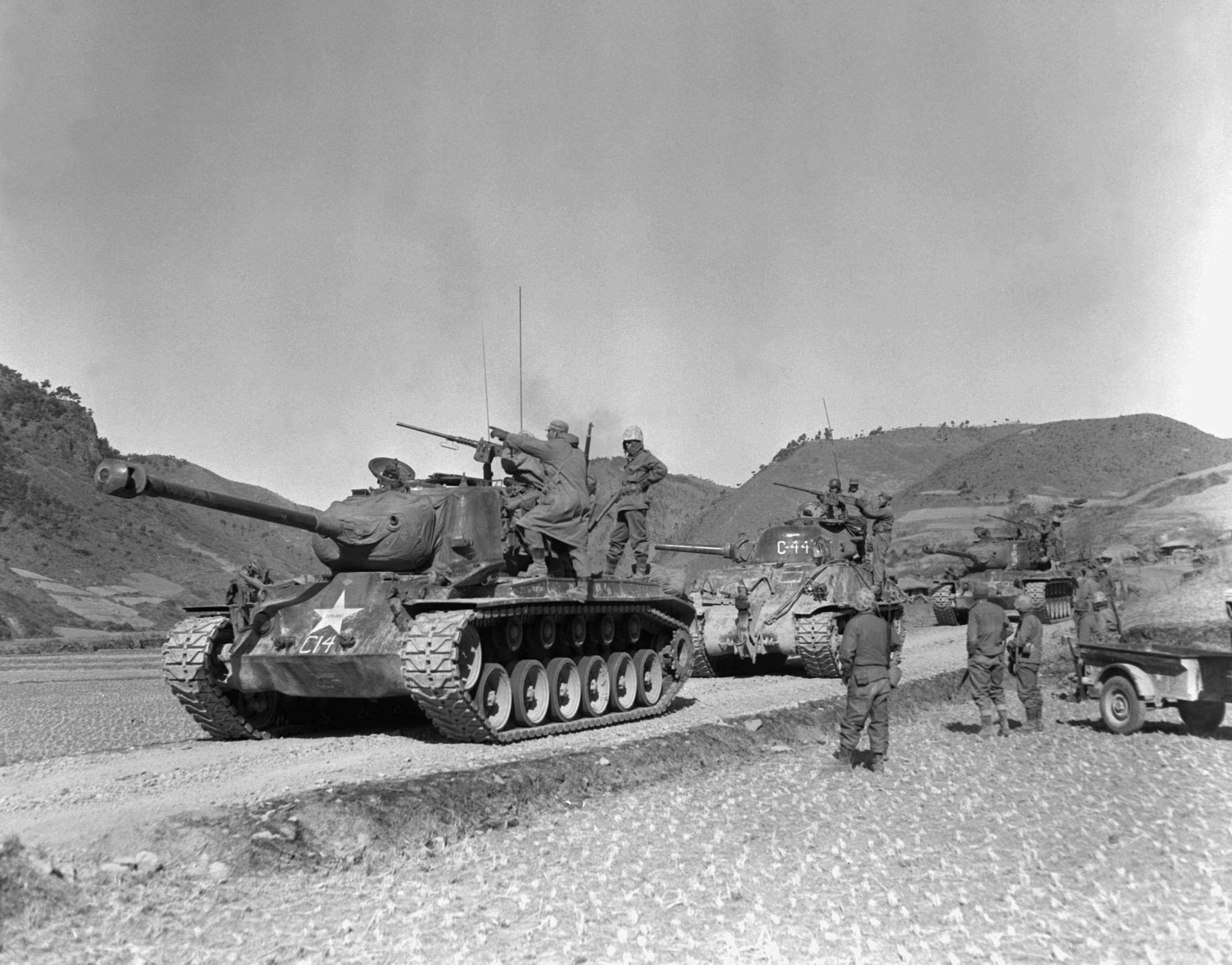
M26 Pershing i Korea.

M26-stridsvagnen såg sina mest omfattande strider under Koreakriget som började 25 juni 1950. I början av kriget var de sydkoreanska styrkorna dåligt rustade med pansarvärnsvapen att möta de nordkoreanska pansarstyrkorna med. De nordkoreanska T-34-85-stridsvagnarna kunde ostört leda invasionen, och de amerikanska styrkor som hastigt kastades in i striderna saknade i regel stridsvagnar då de kom från ockupationstjänst i Japan där de inte fanns så mycket bruk av dem. Man hittade tre M26-stridsvagnar i Japan som reparerades och skickades till Korea tillsammans med några lätta M24 Chaffee-stridsvagnar, men M26:orna bröt snart samman under stridens påfrestningar då de var i väldigt dåligt skick. Fyra stridsvagnsbataljoner från USA:s armé (utrustade med en blandning av M26- och M46-stridsvagnar) och ett kompani M26-stridsvagnar från USA:s marinkår skickades i hast till Korea. När de anlände till Korea i augusti 1950, var de amerikanska och sydkoreanska styrkorna hopträngda i ett litet område kring hamnstaden Busan. Hitintills hade de nordkoreanska T-34-85-stridsvagnarna kunnat dominera slagfältet, men nu vände stridslyckan för de amerikanska pansarstyrkorna. I strid med den lätta M24 Chaffee-stridsvagnen hade T-34:orna kunnat förstöra dem med högexplosiva granater, men detta lät sig inte göras mot de tyngre pansrade M26-stridsvagnarna.
Efter landstigningen vid Inchon i de nordkoreanska styrkornas rygg, rullades de nordkoreanska styrkorna upp med stöd från M26-stridsvagnarna mot den kinesiska gränsen. Kina grep nu in i striderna och de amerikanska styrkorna pressades återigen tillbaka söderut. I april 1951 hade de två sidorna etablerat ett blodigt dödläge vid den 38:e breddgraden och den rörliga fasen av kriget var över. Stridsvagnar spelade nu en mindre roll i kriget, hädanefter ägnade de sig främst åt infanteriunderstöd. Ledningen i Washington ansåg att stridsvagnar inte lämpade sig för den bergiga terrängen runt den 38:e breddgraden och inga fler stridsvagnsbataljoner skickades till Korea under resten av kriget. Inte heller nyare stridsvagnar som M47 Patton eller M41 Walker Bulldog skickades till Korea av samma skäl. När hotet från de nordkoreanska T-34-85-stridsvagnarna avtagit efter dödläget etablerats 1951, minskade M26-stridsvagnarnas popularitet bland amerikanska stridsvagnsbesättningar då fordonstypen var mekaniskt opålitligt vilket mest berodde på motorn som var samma som satt i den lättare M4A3E8 Sherman-stridsvagnen.
Mindre än hälften av alla stridsvagnar som skickades till Korea 1950 var M26- eller M46-stridsvagnar De amerikanska pansartrupperna i Korea fick 1326 stridsvagnar, vilket inkluderade 309 stycken M26 Pershing, 200 stycken M46 Patton, 679 stycken M4A3E8 Sherman och 138 stycken M24 Chaffee. M26-stridsvagnen drogs tillbaka från tjänstgöring kort efter Koreakriget, och de vidareutvecklade M46- och M46A1-stridsvagnarna ersattes från och med februari 1957 av de mer moderna varianterna M47 och M48 Patton.

### M26 Preshing i tjänst utanför USA
Under det sena 1940-talet började USA överföra stridsvagnar till sina allierade i Europa, men de var för det mesta M4 Sherman-stridsvagnar. På grund av Koreakrigets utbrott var det brist på M26-stridsvagnar, så få överfördes till USA:s allierade i Nato. Efter att Koreakriget återupplivat den amerikanska stridsvagnsindustrin föredrog man att exportera M47 Patton istället. Detta resulterade i att en del europeiska arméer fick ett litet antal M26- och M46-stridsvagnar för att de skulle kunna bekanta sig med Patton-stridsvagnarna, och endast Frankrike, Belgien och Italien tog emot ett större antal av dem. Man hade planerat att leverera M26-stridsvagnar till fler Natoländer, men på grund av Koreakriget så finansierade USA inköp av den brittiska Centurion-stridsvagnen till Nederländerna och Danmark istället.

## Varianter
Notera att alla ”namn” utöver Pershing är varierande smeknamn:

### Standard Pershing
Den vanliga Pershing-vagnen började som T26E1, en försöksmodell med en 90 mm L/53 M3-kanon, snarlik slutgiltigt utförande. En förbättrad försöksvagn, T26E3, blev sedermera det slutgiltiga utförandet som serieproducerades som M26 Pershing.
Försök med tornmonterade T99 raketställ, ett på var sida, gjordes på en M26 (44 raketer totalt) men projektet gick ingenvart.
M26 hade undermålig motor och försök togs upp om att förse vagnen med nytt starkare kraftpaket med mera. En sådan vagn blev T26E2, en försöksmodell med nytt starkare kraftpaket och ny M3A1-kanon med krutgasejektor, vilken sedermera vidareutvecklades till M46 Patton. I samma veva uppgraderades flera M26-vagnar med M3A1-kanon och blev ombetecknade till M26A1.

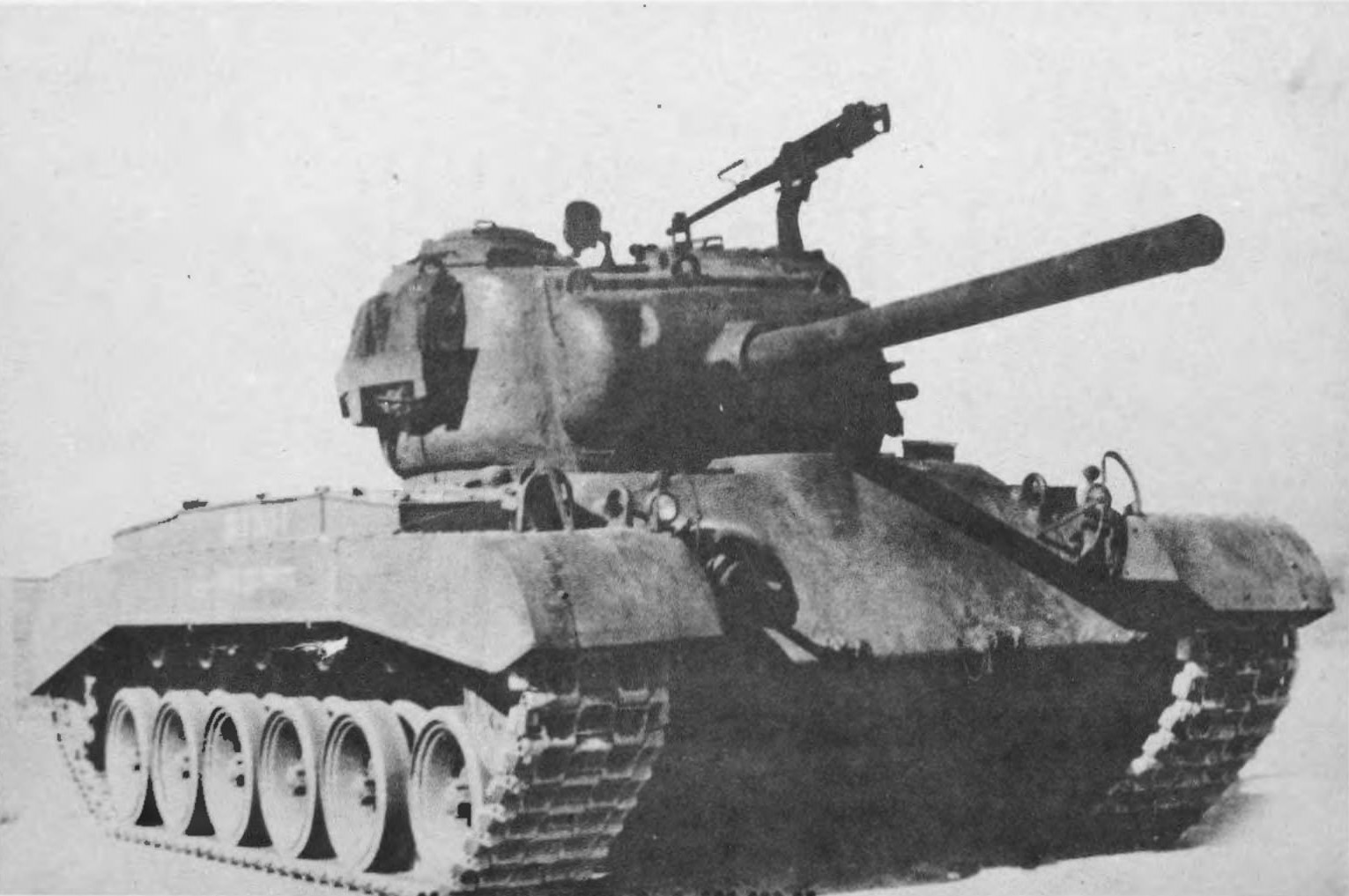
T26E1-prototyp
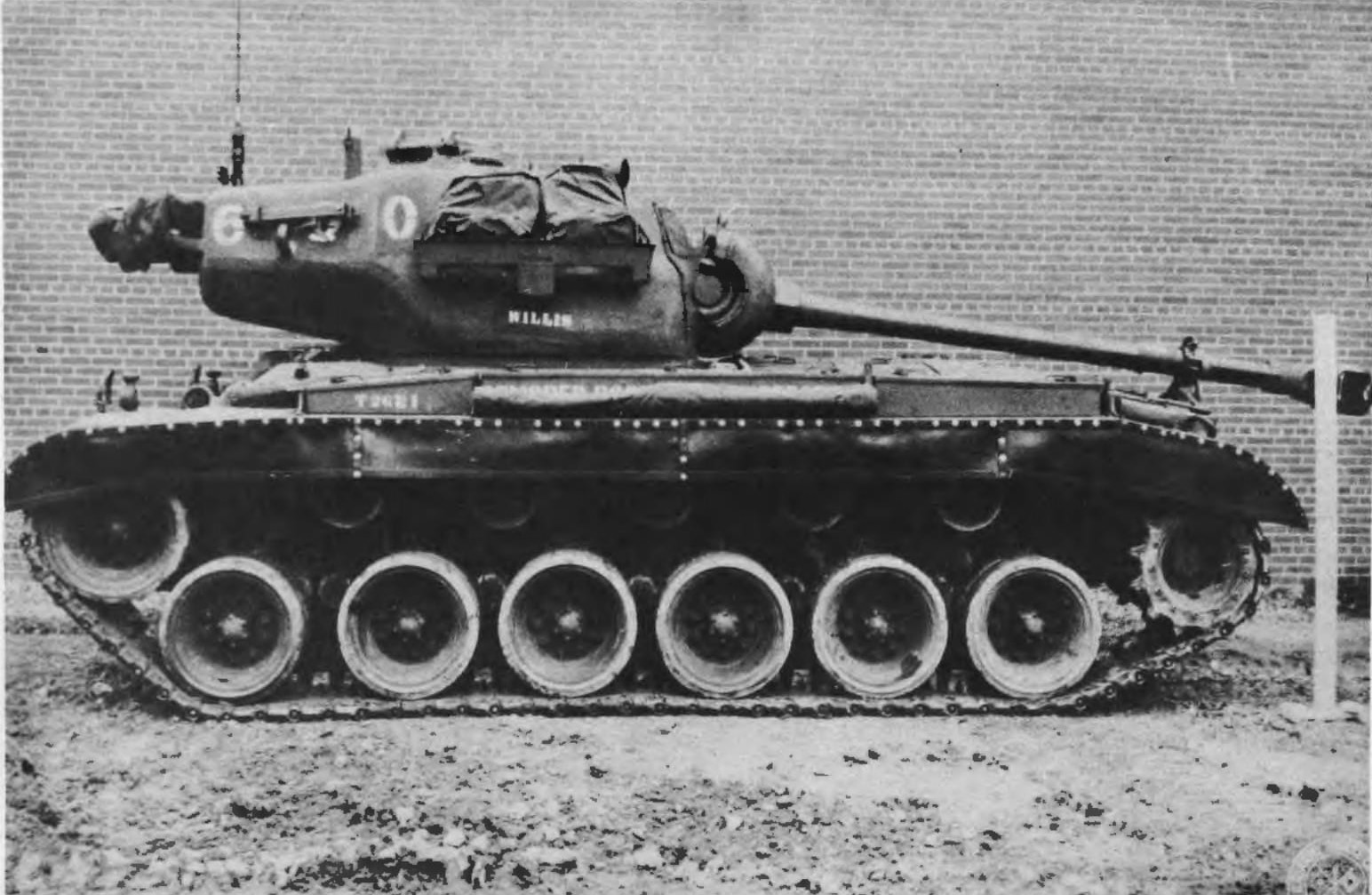
T26E3-prototyp
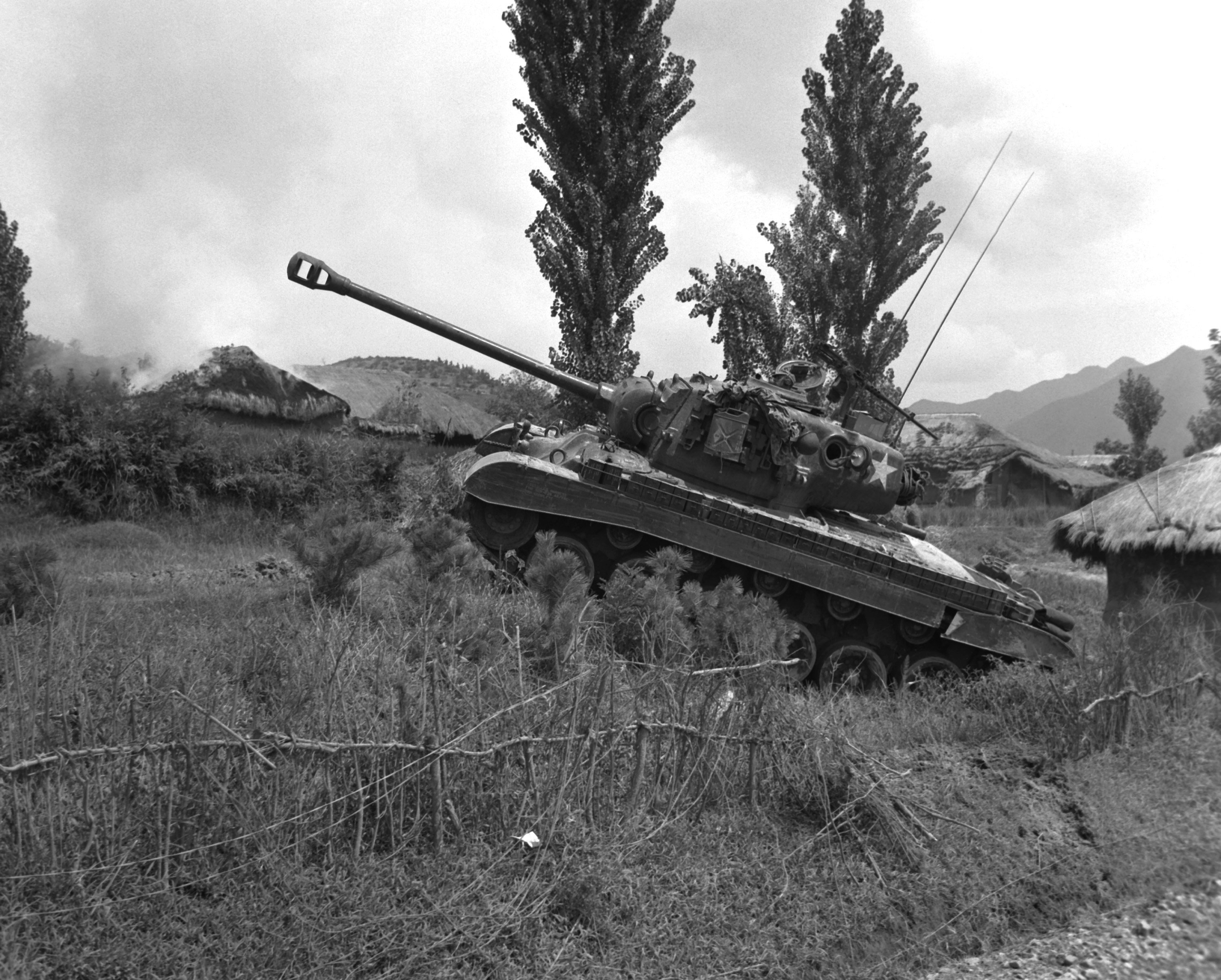
M26-serievagn
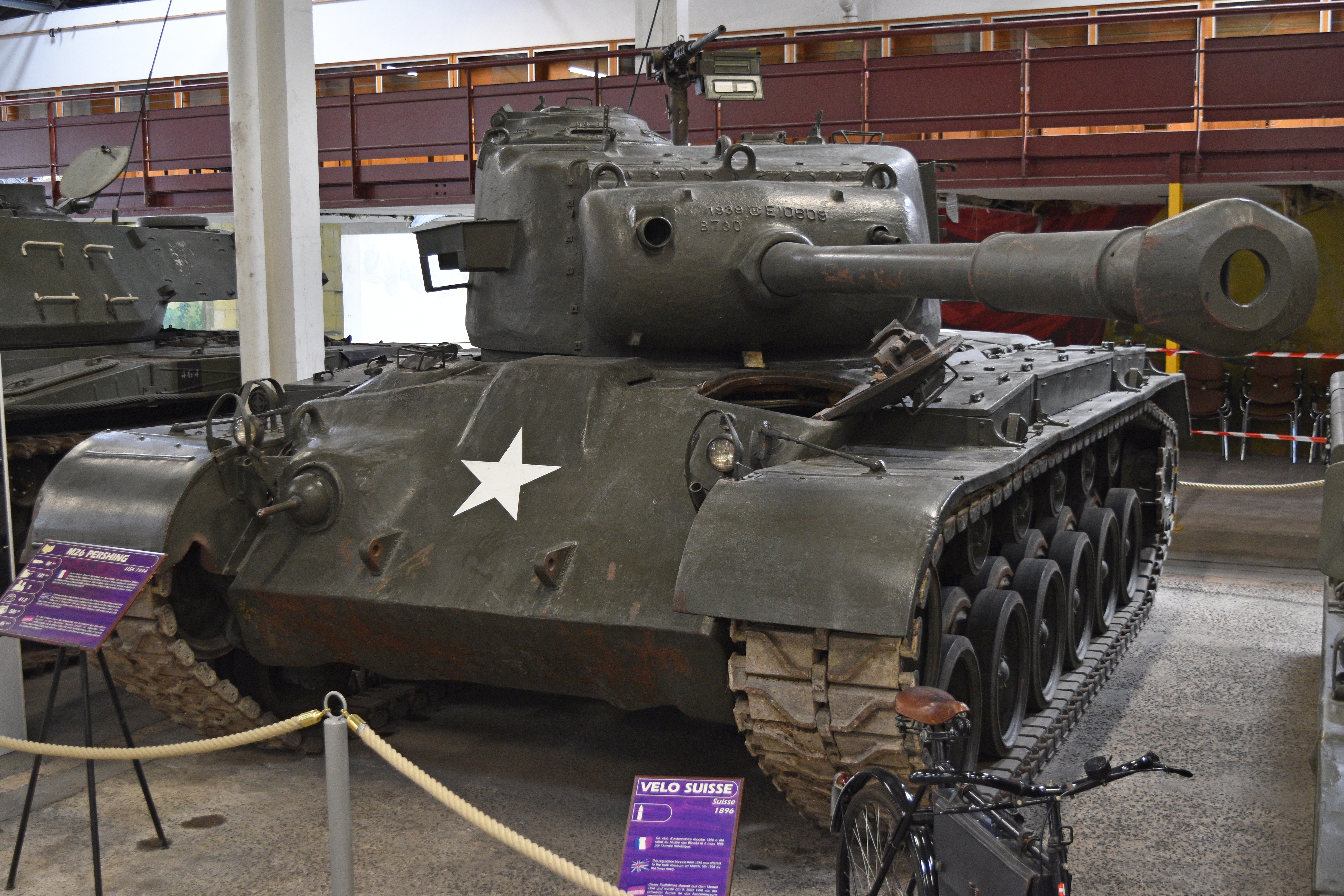
M26A1 med krutgasejektor.

### Super Pershing
Super Pershing är ett namn som givits en serie försöksvagnar som ämnat uppväpna vagnen med en kraftfullare kanon likvärdig den tyska 8,8 cm KwK 43-pjäsen som satt i den tyska Kungstigern.
Första försöksserien kallades T26E4 och ämnades förses med den långa 90 mm L/73 T15-kanonen. T15-pjäsen var ursprungligen konstruerad med mycket långa otympliga patronhylsor där projektil och hylsa sitter ihop, kallad T15E1. Denna pjäs sattes i en pilotvagn men hade så tungt eldrör att vagnen krävde extern hydraulik ovan kanonmanteln för höjdriktning. Den skickades till västfronten i Europa på fältförsök. Där fick den fältmodifieringar i form av tilläggspansar på skrovfronten och tornfronten. Följande T26E4-försöksvagnar fick istället en ny T15E2-kanon omkonstruerad för otympligare laddningshylsor där projektil och hylsa är separata. Ny pjäslagring frångick behovet att montera extern hydraulik för höjdriktning.

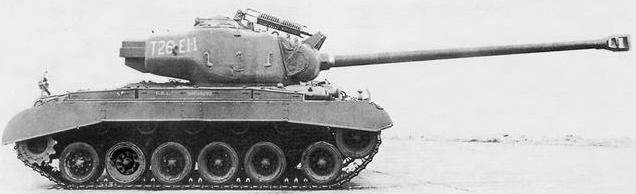
T26E4-pilotvagn med T15E1-pjäs (innan tilläggspansar).
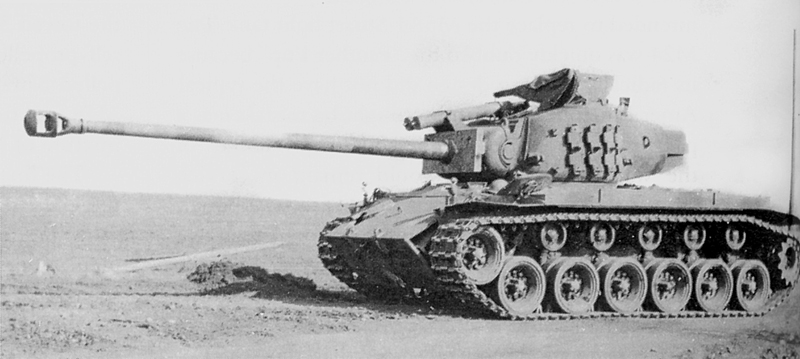
T26E4-pilotvagn med tilläggspansar (ännu mer tillkom senare).
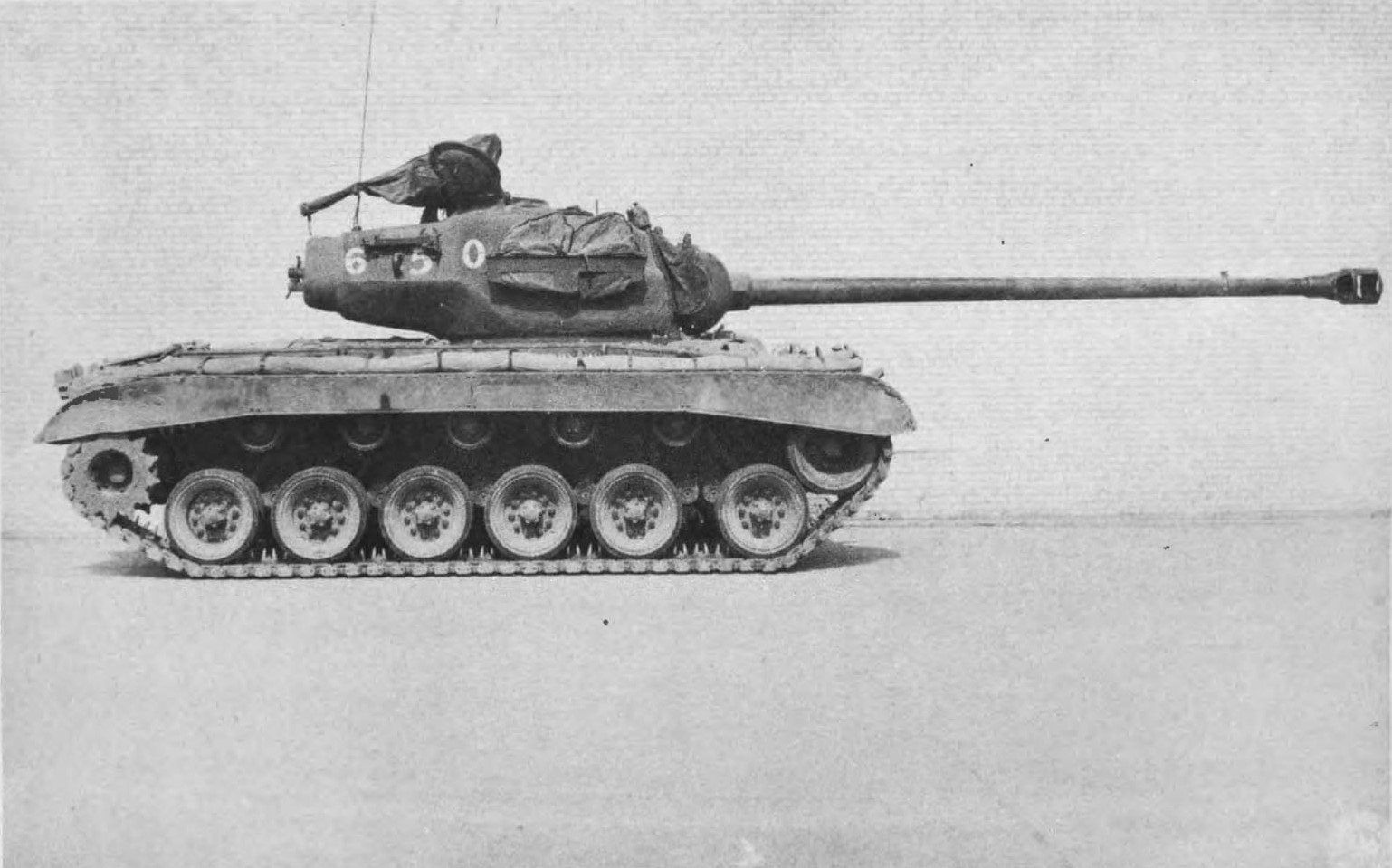
T26E4-försöksvagn med T15E2-pjäs.

Att använda laddningshylsor gjorde laddningsprocessen lång och en ny pjäskonstruktion togs fram med flasknackade ”korta feta” patronhylsor och enklade kunde manövreras i vagnen. Pjäsen betecknades T54 och monterades i en försöksmodell kallad M26E1 men projektet gick ingen vart.

### Jumbo Pershing

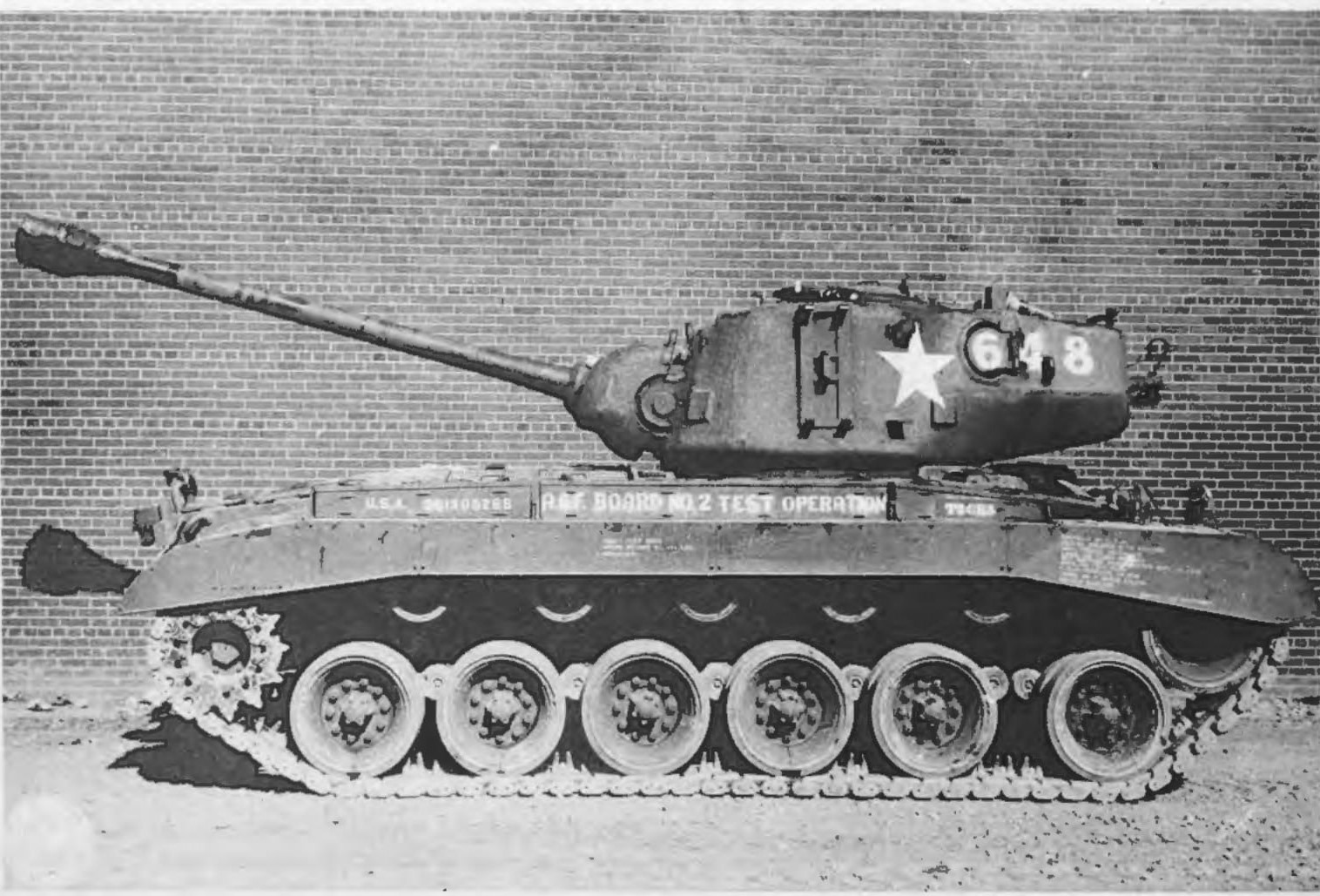
T26E5 ”Jumbo Pershing”

Under slutet av kriget tog USA fram en mycket tungpansrad variant av Sherman-vagnen kallad M4A3E2 ”Jumbo”. Denna visade sig effektiv som tung stridsvagn och gav idén att göra en analog variant på Pershing-vagnen. En prototyp vid namn T26E5 togs fram med tjockare pansar upp till 279 mm och en viktökning från 41,6 ton till 46,3 ton. Kanon var samma M3-pjäs som i de vanliga vagnarna.
Projektet skrotades i och med krigsslutet.

### Understöds-Pershing

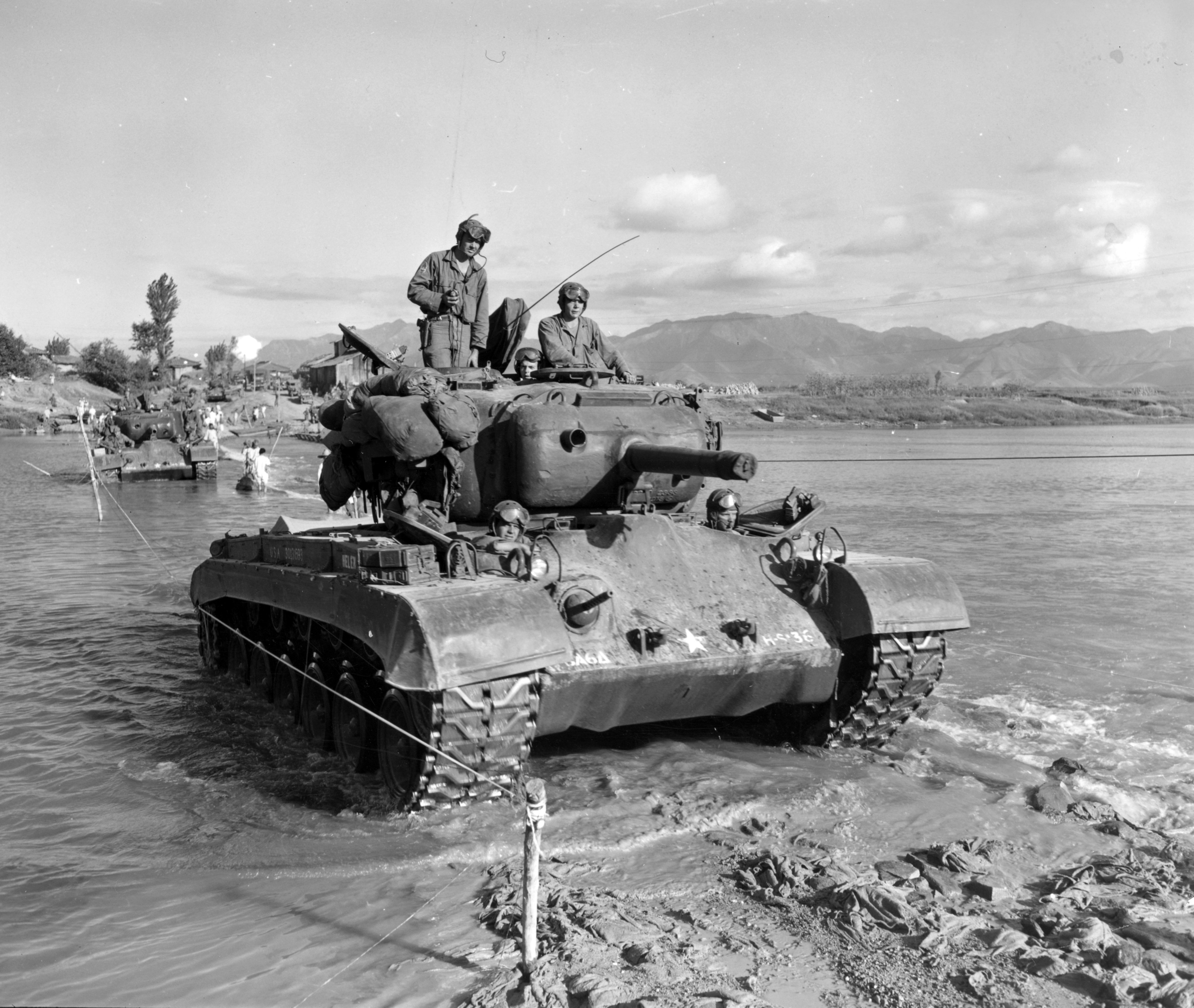
M45 Pershing i Korea, 18 september 1950.

En Pershing understödsvagn beväpnad med en 105 mm M4-haubits togs fram under utvecklingsfasen. Prototypen blev T26E2 och kom att serieproduceras i ett färre antal exemplar som Medium Tank M45, vilka senare såg begränsad tjänst i Koreakriget.